# Millarès
El millarès era la imitació del dirhem quadrat d'argent almohade, encunyades a Catalunya, Occitània i Itàlia.
A Catalunya se'n varen batre, amb permís dels sobirans que en treien un benefici, des del segle xiii fins al xv.
Emprades en el comerç amb el món musulmà, eren motiu de guanys per a aquells que els encunyaven, a causa de contindre menys argent del que els corresponia.